# Julestormen 1902
Julestormen 25.-26. december 1902 var en orkanagtig vestenstorm som ramte Danmark og Sydsverige.
Der er ikke mange meteorologiske data fra stormen, men en enkelt måling fra en ballonstation på Stanghede ved Viborg målte en time-middelvindsværdi på 35 m/s, hvilket er usædvanligt højt for en indlandsstation. Der er stor sandsynlighed for at de kraftigste vindstød i forbindelse med julestormen har nået 50 m/s eller derover. I Københavnsområdet blev der målt vindstød mellem 35 og 40 m/s. Ved fyret på Kullen i Sverige måltes en 10-minutters middelvind på 40 m/s i forbindelse med orkanen, men her fra findes der ikke vindstødsdata. Stormen var relativ kortvarig, men meget heftig fra vest og nordvest og der forårsagedes store ødelæggelser ikke mindst i skovene under lavtrykkets passage fra Sydnorge til Rigabugten. De største ødelæggelser har formentlig strakt sig fra Nordvestjylland og Himmerland over øerne til Bornholm. Der var også betydelige oversvømmelser. Mange telefonledninger blev afbrudt, og de blev aldrig sat op igen. KTAS besluttede, som et af de første telefonselskaber i verden, at gå over til nedgravning af telefonkabler,
hvorfor vi i København ikke ser kabler hænge langs vejene, som det stadig er tilfældet i mange andre storbyer verden over.